# ンブシー

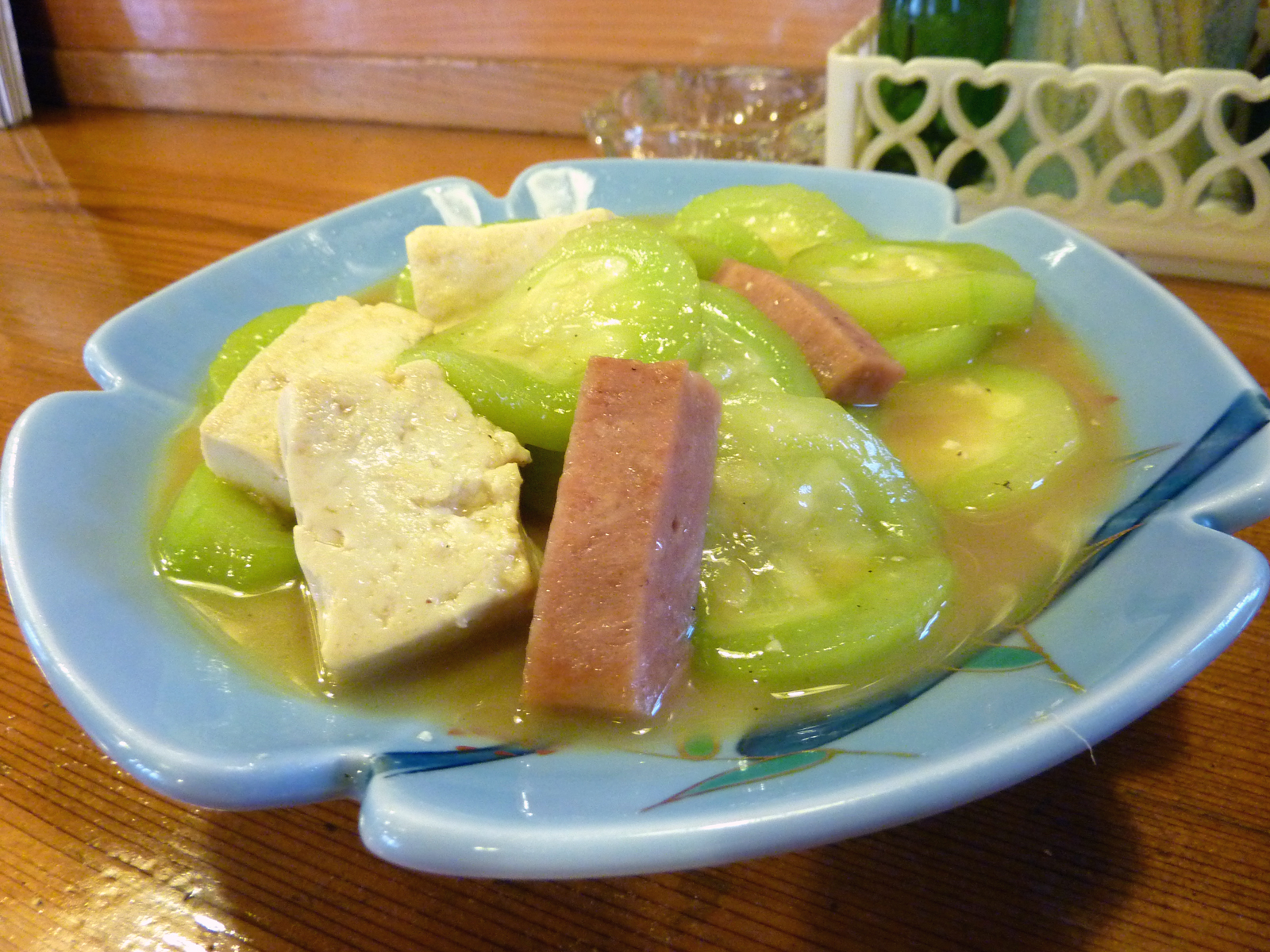
ナーベラーンブシー

ンブシーは、水分の多い野菜等の食材を蒸し煮する沖縄料理の調理方法、及び、その調理方法で作った料理。チャンプルー、イリチーと並び、沖縄料理の3大調理法のひとつとされる。ウブシー、ウブサー、ンブサーなどとも呼ばれ、表記は一定しない。
元来は、水分を多く含む食材を、水を加えずに食材の水分で蒸し煮する調理法で、豚肉又はランチョンミート（方言名：ポーク）と豆腐を加えて、味噌で味付けすることが多い。また、近年はだし汁を加えることも一般に行われている。代表的なものは、ヘチマ（方言名：ナーベラー）の未熟果を使ったナーベラーンブシーである。
沖縄方言（首里方言）では、「蒸す」を「ンブシュン」といい、「ンブシー」には「蒸したもの」という意味がある。つまり、「ンブシー」という語自体には味噌煮という意味合いはなく、醤油味や塩味のンブシーもある。なお、沸騰させた湯の上にセイロを載せて蒸す調理法は、沖縄では「アガラス」（蒸し上げるの意）と表現され、この製法で作られる蒸しパンは「アガラサー」と呼ばれる。

## 種類
- ナーベラーンブシー
- シブインブシー - トウガン（方言名：シブイ）のンブシー[7][11]。
- ゴーヤーンブシー - ゴーヤーのンブシー[2][7]
- チブルウブサー - ユウガオの実（方言名：チブル）のンブシー[7]
- ンスナバーンブシー - フダンソウ（方言名：ンスナバー）のンブシー[2][1]
- パパイヤンブシー - パパイヤの未熟果のンブシー[2]
- グンボーンブシー - ゴボウ（方言名：グンボー）のンブシー[2]
- 豆腐ンブサー[12]